# Cinquena campanya de Geòrgia (1400)
La cinquena campanya de Geòrgia de Tamerlà fou una campanya militar de Tamerlà a aquest regne que es va produir el hivern del 1399 al 1400.
En revenja per la derrota del seu fill Miran Shah el 1398, Timur va planejar el hivern del 1399 al 1400 una nova campanya a Geòrgia (la cinquena), amb la idea d'una venjança massiva sobre la població en general de la regió com a càstig pel seu paper en la revolta contra Miran Shah i per l'assistència que havien prestat el fill assetjat del sultà jalayírida Ahmad ibn Uways, el príncep Tahir ibn Ahmad, a Alinjak.
Timur va agafar tres homes de cada 12 i es va dirigir al Kur que va creuar; allí se li van unir Xaikh Ibrahim de Xirvan i Sidi Ahmad Arlat de Xaki. L'exèrcit es va obrir pas pels boscos espessos, tallant arbres per formar un camí ample i van avançar per Kakhètia tot i que va nevar durant 20 dies seguits. Els georgians anaven manats per Comcha (Komja) el qual va haver de fugir; fou perseguit fins a Aksu i els soldats van tornar amb molt de bestiar saquejat; les cases i viles foren cremades.
Segons Yazdi els naturals del país eren habituals consumidors de vi, el qual el bevien fins i tot la canalla i molts deixaven escrit que en cas de mort el seu cos fos rentat en vi i s'enterrés vi amb el seu cos i que la caixa fos de ceps de vi; per fer mes mal els soldats es van dedicar a destruir les vinyes fins i tot dalt de les muntanyes; també es van destruir sistemàticament les esglésies. Les valls georgianes van quedar assolades, i foren saquejades i cremades esglésies, vinyes, cases i viles i pobles sencers.
La carnisseria va durar mes d'un mes i només es va interrompre a les profunditats de l'hivern, quan l'exèrcit, mancat d'herba pels cavalls, es va retirar repassant el Kur cap a les pastures del Karabagh per unir-se a les celebracions de l'emperador per l'última incorporació a la família imperial: Khalil Sultan havia tingut un fill que va portar el nom de Berkul. Als seixanta-tres anys, Temur tenia un besnet. Yazdi situa també aquest hivern l'execució de Burhan Aghlan, el príncep genguiskànida que havia fugit en un combat, al que inicialment havia perdonat; diu que també va tenir el mateix tractament el seu fill i que els bens, soldats i servidors es van assignar a Rustem Fulad.